# Paulina D’Ambrosio
Paulina D'Ambrosio (São Paulo, 19 de março de 1891 – Rio de Janeiro, 10 de agosto de 1976) foi uma musicista e violinista brasileira.

## Biografia
Filha de imigrantes italianos, Paulina estudou no Conservatório Real de Bruxelas, Bélgica, onde entrou com apenas 15 anos de idade. Voltando ao Brasil  dedicou-se ao ensino do instrumento, tendo dado aula na Escola Nacional de Música por 42 anos. Era considerada a violinista predileta de Heitor Villa-Lobos. Dentre seus alunos destacam-se: Bernardo Bessler, Ernani Aguiar, Guerra Peixe, Henrique Morelenbaum, Michel Bessler, Natan Schwartzman, George Marinuzzi, Julia Dreisler, Luis Strambi e Santino Parpinelli.
Segundo o violinista Paulo Bosisio, que também foi seu aluno, "Paulina d'Ambrosio formou mais gerações de bons violinistas que qualquer outro professor do instrumento no Brasil (...) implantando definitivamente o que havia de mais moderno no momento, em termos instrumentais e artísticos". 
Alunos de D'Ambrosio que se destacaram como violinistas e regentes eméritos foram Luis Strambi, Julia Dreisller e George Marinuzzi, tendo sido este, regente da mais concorrida disciplina de violino e música de câmera do Conservatório Mineiro de Música, hoje Escola de Música da Universidade Federal de Minas Gerais.